# Osiedle Zachodnie (Skarżysko-Kamienna)
Osiedle Zachodnie – osiedle administracyjne Skarżyska-Kamiennej, usytuowane w południowej części miasta.
Osiedle w dużej mierze pokrywa się z miejscowością Skarżysko Zachodnie.

## Zasięg terytorialny
Osiedle obejmuje następujące ulice: Cicha; Cmentarna; Ekonomii (nieparzyste); Aleja Jana Pawła II; Krzywa; Legionów od nru 64 do nru 122 ( parzyste ) i od nru 63 do 125 (nieparzyste); Prezydenta RP Ignacego Mościckiego; Aleja Niepodległości od nru 2 do nru 68 (parzyste); Niska od nru 10 do końca (parzyste) i od nru 11 do końca (nieparzyste); Obuwnicza; Prosta; Rzeczna; Sportowa od nru
2 do nru 54 (parzyste) i od nru 1 do skrzyżowania z ul. Asfaltową (nieparzyste); Spokojna; Staffa; Andrzeja Struga; Wiklinowa.